# Ermita de San Miguel Arcángel (San Cristóbal de La Laguna)
La ermita de San Miguel Arcángel en San Cristóbal de La Laguna, isla de Tenerife (Canarias, España), se halla situada en la plaza del Adelantado. San Miguel Arcángel es el santo patrón de la isla de Tenerife y del Ayuntamiento de San Cristóbal de La Laguna, su imagen aparece reflejada en los escudos de ambos.
La ermita de San Miguel, junto con otros edificios antiguos circundantes, constituye un testimonio elocuente de ese ambiente plenamente histórico que antaño ofrecía la plaza gracias a su armonía arquitectónica. 
Es Bien de Interés Cultural, con categoría de Monumento.

## Características
Desde un punto de vista meramente constructivo, lo más valioso de la ermita se concentra en la fachada principal; su parte central está ocupada por un pórtico de considerables dimensiones enmarcado por un arco de medio punto sostenido por pilastras de piedras labradas. Sobre la clave del arco se dibuja el relieve de una cruz que descansa sobre una pequeña lápida en forma de peana donde figura la fecha de la reconstrucción de la ermita (año 1759). Por encima de la cruz el paramento se curva ligeramente, pero traduce con claridad la disposición de la cubierta a dos aguas. El vértice de la fachada queda resaltado con un remate en forma de yunque coronado por un perillón. En las esquinas, sobre el paramento, se levantan dos graciosas espadañas de cantería simétrica entre sí; adoptan la forma de unos sencillos cuerpos rectangulares -con los imprescindibles vanos para las campanas- rematados por una delgada moldura y coronados por unos elementos decorativos muy similares al del remate del vértice.

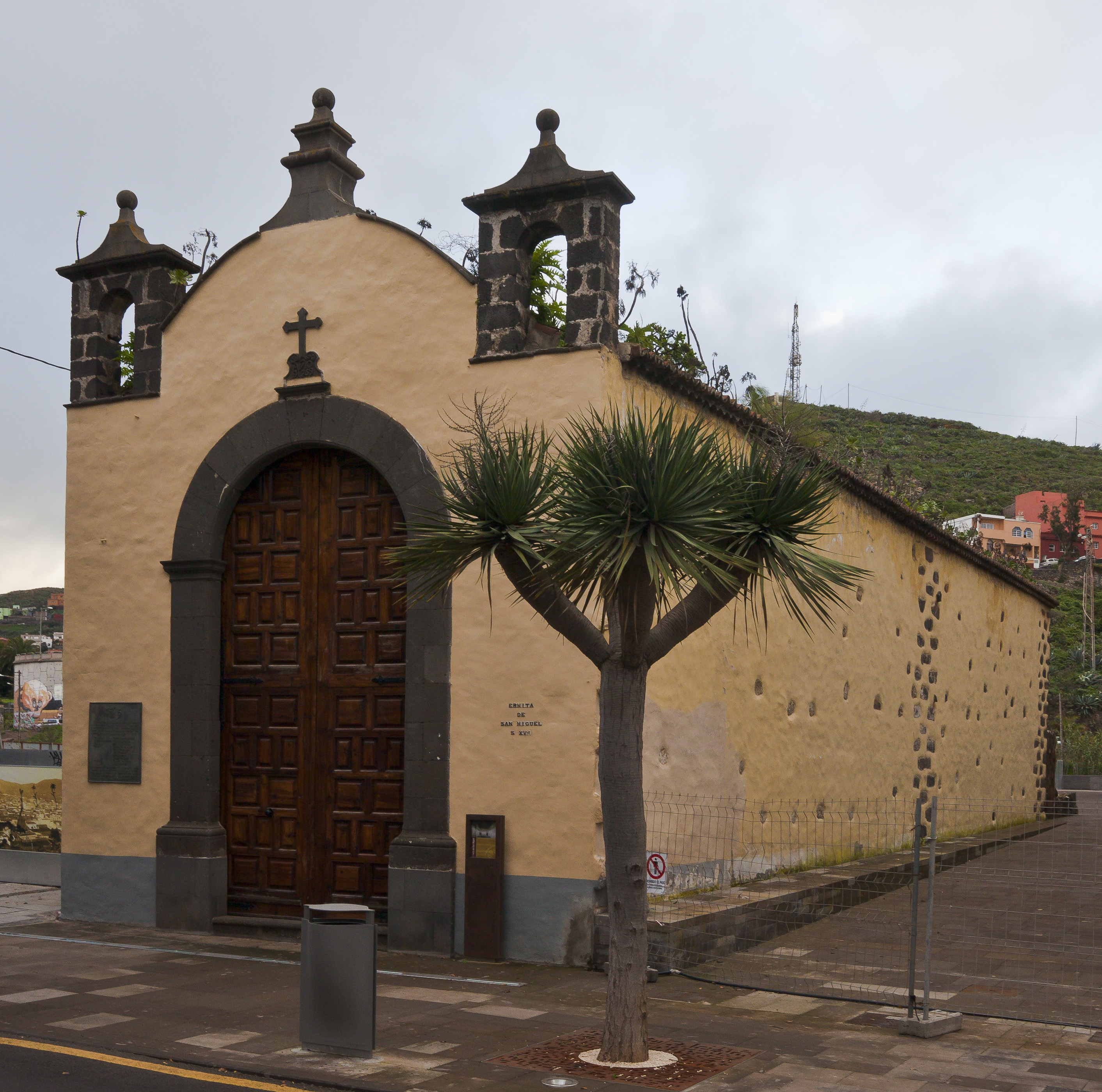
Vista tridimensional de la ermita

La única nave del templo está completamente vacía y carece del típico arco toral que distingue a la capilla Mayor y a su techumbre del resto del recinto. Sin embargo, el artesonado de par y nudillo que cubre sin interrupción la totalidad de la ermita destaca en todo su esplendor, precisamente debido a la ausencia de otros elementos decorativos. Por la 
parte correspondiente al presbiterio, el nudillo adopta una forma trapezoidal que da lugar a la compartimentación del faldón correspondiente y a la presencia en las esquinas de dos secciones triangulares decoradas con lacerías. Por el contrario, en el otro extremo no se repite la misma estructura, pues el nudillo seccionado únicamente se detiene al llegar a la pared correspondiente a la fachada principal. Los tirantes que soportan el artesonado son considerablemente sencillos, pues su decoración se reduce a una serie de estrías que los recorren longitudinalmente. 
Sobre el pavimento de la ermita se levantan dos pequeñas escalinatas que distribuyen la nave en tres tramos a distintos niveles para culminar en el presbiterio. Una vez franqueada la entrada principal, hay tres gradas de piedra que delimitan en realidad un pequeño rellano; se trata de una circunstancia poco corriente que hace pensar en la ampliación que sufrió el templo en el siglo XVIII, cuando se procedió a avanzar el frontis hacia la plaza del Adelantado. A continuación, se extiende el cuerpo principal de la nave destinada a los fieles, pero ésta resulta nuevamente delimitada por otras tres gradas de cantería que conducen hacia la capilla mayor. En la cabecera se abre una hornacina de cantería moderna que recuerda el emplazamiento del antiguo retablo con la imagen del Santo Titular.